# Kamianka (powiat sokołowski)
Kamianka – wieś w Polsce położona w województwie mazowieckim, w powiecie sokołowskim, w gminie Repki. Ma status sołectwa.
| SIMC    | Nazwa            | Rodzaj    |
| ------- | ---------------- | --------- |
| 0684910 | Kamianka-Kolonia | część wsi |
| 0684926 | Szymanówka       | kolonia   |

W latach 1975–1998 miejscowość należała administracyjnie do województwa siedleckiego.
Wierni kościoła rzymskokatolickiego należą do parafii św. Anny w Rogowie.